# Potamonautes pilosus
Potamonautes pilosus là một loài động vật giáp xác thuộc họ Potamonautidae. Loài này có ở Kenya và Tanzania. Môi trường sống tự nhiên của chúng là sông ngòi.